# 13º Jamboree mondiale dello scautismo
Il 13º Jamboree mondiale dello scautismo si è tenuto a Asagiri Heights, Fujinomiya, prefettura di Shizuoka,  in Giappone dal 2 al 10 agosto 1971. Oltre 23 mila boy scout da tutto il mondo confluirono sotto il vulcano Fuji-Ama che faceva da sfondo con una prospettiva spettacolare al campo del 13º Jamboree. Il Tema del Jamboree era "For Understanding" ("Per la Comprensione"). Questo Jamboree viene ricordato in particolare per un violento tifone, il tifone Olive, allora il più violento dopo la seconda guerra mondiale, che colpì il campo durante lo svolgimento delle attività. Grazie alla preparazione degli scout giapponesi e, soprattutto, grazie alla solerzia dell'Esercito Giapponese che evacuò oltre 16 mila scout - solo gli 8.000 giapponesi presenti non furono evacuati potendo far ritorno autonomamente nelle loro case - portandoli nelle caserme giapponesi con camion militari, si superò il grosso dei problemi dovuti agli allagamenti nelle tende,  alloggiando e nutrendo decine di migliaia di scout. Il contingente italiano, formato esclusivamente dal CNGEI, era composto da poco più di 40 giovani esploratori che furono sistemati nel sottocampo HEIAN 40 (Pace e Tranquillità,  in giapponese). Dopo l'emergenza, durata alcuni giorni, si poté rientrare nel campo anche se, effettivamente, il grosso delle attività organizzate, non fu recuperata e i giorni rimanenti servirono per smontare il campo.